# Tajiquistão nos Jogos Olímpicos de Verão de 1996
O Tajiquistão participou dos Jogos Olímpicos de Verão de 1996 em Atlanta, Estados Unidos.